# Sinclair Broadcast Group
Pour les articles homonymes, voir Sinclair.
Sinclair Broadcast Group (SBG) NASDAQ : SBGI est un groupe de télévision américain qui a été créé en 1986.

## Histoire

### Tentative de rachat de Tribune Media
Le 8 mai 2017, le groupe Sinclair Broadcast annonce qu'il va faire l'acquisition du réseau américain de chaînes de télévision Tribune Media pour un montant de 3,9 milliards de dollars. Ce groupe exploite 42 chaînes de télévision.
Le 10 janvier 2018, The Hollywood Reporter évoque des pourparlers entre 21st Century Fox et Sinclair Broadcast Group pour que Fox Broadcasting Company, future partie de la « new Fox », achète dix stations de Sinclair Broadcast Group et lève un verrou pour la fusion entre Sinclair et Tribune Media tout en renforçant la future Fox. En mai 2018, 21st Century Fox annonce l'acquisition pour 910 millions de dollars de sept stations de télévisions de Sinclair Broadcast Group, que ce dernier est contraint de vendre dans le cadre de l'acquisition de Tribune Media.
L'accord est annulé le 8 août 2018 à la suite des doutes émis par les experts de la Federal Communications Commission (FCC) sur les dispositions prises par Sinclair pour éviter d'enfreindre les lois antitrust américaines, en termes d'emprise sur le marché des médias locaux. Sinclair était supposé vendre certains réseaux et chaînes afin d'acquérir ceux de Tribune Media, et il est apparu que ces cessions étaient, au moins en partie, d'apparence seulement, des partenaires/affiliés/actionnaires de Sinclair gardant le contrôle des dits réseaux et chaînes, ce qui aurait vidé de telles cessions de toute réalité autre que purement juridique. La direction de Tribune Media a donc profité de la première date légale pour se retirer de la négociation, et en a profité pour intenter un procès à Sinclair pour les pertes et dommages encourus pendant le processus finalement infructueux, affirmant que Sinclair avait sciemment évité la procédure recommandée par la FCC et n'avait pas respecté ses obligations contractuelles.

### Acquisitions à la suite de la vente de 21st Century Fox
Le 8 mars 2019, Disney accepte l'offre des Yankees, Amazon et Sinclair Broadcast Group pour YES Network pour 3,47 milliards d'USD,. 
Le 2 mai 2019, Sinclair  annonce l'acquisition des 21 chaînes régionales de Fox Sports Net de la Walt Disney Company pour plus de 10 milliards de dollars,,,. Le 23 août 2019, Sinclair finalise l'achat des 21 chaînes de Fox Regional Sports Networks . En novembre 2020, Sinclair annonce le renommage des 21 chaînes de Fox Regional Sports Networks sous la marque Bally, une entreprise de paris sportifs, de casinos et de jeux d'argents, en échange Sinclair prend une participation de 15 à 25 % dans Bally, pourcentage qui varie en fonction de certains résultats financiers.

### Orientation politique
Les chaînes du groupe Sinclair sont idéologiquement proches du Parti républicain.

## Principaux actionnaires
Au 4 décembre 2019:
| Fidelity Management & Research      | 11,6 % |
| BBT Capital Management              | 10,4 % |
| The Vanguard Group                  | 10,2 % |
| HG Vora Capital Management          | 9,32 % |
| Putnam Investments                  | 7,98 % |
| Renaissance Technologies            | 6,11 % |
| The Boston Company Asset Management | 6,03 % |
| Manning & Napier Advisors           | 5,40 % |
| Omega Advisors                      | 4,95 % |
| Tiger Global Management             | 4,83 % |

## Activité
En 2010, le Sinclair Broadcast Group possède :
- 19 stations affiliées à FOX
- 17 stations affiliées à MyNetworkTV
- 9 stations affiliées à ABC : KDNL-TV, WCHS-TV, WEAR-TV, WICD-TV, WICS-TV, WKEF, WLOS, WSYX, WXLV-TV
- 8 stations affiliées à The CW
- 5 stations affiliées à This TV
- 2 stations affiliées à CBS
- 1 station affiliée à NBC
- 21 chaînes régionales de Fox Sports Net